# Sony Music
Sony Music Entertainment (транскр.  Сони мјузик ентертејнмент), позната и као Sony Music и по скраћеници SME, америчка је музичка корпорација под руководством америчке Sony корпорације, подружнице јапанске конгломератне Sony корпорације. Друга је највећа издавачка кућа на свету, после Universal Music Group-а.

## Певачи
Неки од певача који тренутно раде или су некада радили за Sony Music Entertainment:
| - 2NE1 - Адел - Агнес Моника - Ајрон мејден - Алис ин чејнс - Алиша Киз - Ал Јанковик - Аманда Сајфред - Анастасија - Ана Виси - Ашер Рејмонд - Бекстрит бојс - Барбра Страјсенд - Бела Торн - Бијонсе Ноулс - Боб Дилан - Boney M - Бритни Спирс - Бруно Марс - Вил Смит - Витни Хјустон - Дејвид Боуи - Давид Гета - Дајдо - Дјуран Дјуран - Елена Папаризу - Ема Робертс - Енрике Иглесијас - Eurythmics - Evanescence - Зендеја - Карли Реј Џепсен - Кејти Пери - Кели Кларксон - Кончита Вурст - Крис Браун | - Кристина Агилера - Леа Мишел - Лиона Луис - Ленард Коен - Лорди - Манга - Мараја Кери - Марк Ентони - Мајкл Џексон - Мајли Сајрус - Modern Talking - Ники Минаж - Никол Шерзингер - Oasis - One Direction - Пол Макартни - Пинк - Пинк Флоyд - Рики Мартин - Рита Ора - Саманта Фокс - Сергеј Лазарев - Сијера - Стиви Вондер - Сузан Бојл - Тина Тарнер - Хилари Даф - Џастин Тимберлејк - Џенифер Лопез - Џенифер Лав Хјуит - Џесика Симпсон - Џеси Џеј - Џони Кеш - Џорџ Мајкл - Шакира - Шугабејбс |